# Sethlans
Sethlans è una divinità etrusca del fuoco, protettore dei fabbri. Raffigurato con martello, tenaglie e bipenne, il suo aspetto è molto simile a quello del dio greco Efesto e del romano Vulcano.